# Delai (Familie)
Delai war eine italienische Baumeister-, Maurer-, Maler- und Stuckateurfamilie, die vom 16. bis zur Mitte des 18. Jahrhunderts vorwiegend in Österreich tätig war und den barocken Sakralbau jener Zeit vor allem in Südtirol dominierte. Sie stammten aus Scaria am Lago di Como in der Lombardei und waren meist in Bozen ansässig. Mitglieder waren u. a.
- Andrea Delai (* um 1650 in Scaria; † nach 1708), Baumeister und Architekt, Sohn von Giacomo Delai il Giovane, Bruder von Pietro Delai
- Carlo Delai (nachweisbar bis 1705), Baumeister, Maurermeister, wahrscheinlich Bruder von Francesco Delai
- Francesco Delai (* um 1625 in Scaria; † 5. August 1678 in Bozen), Baumeister, wahrscheinlich Bruder von Carlo Delai
- Giacomo Delai il Giovane (* 1. November 1630 in Scaria; † 12. November 1675 in Bozen), Baumeister, Vater von Pietro Delai und Andrea Delai
- Giovanni Battista Delai il Giovane (* um 1650 in Scaria; † 14. August 1710 in Bozen), Baumeister, Sohn von Paolo Delai il Giovane
- Giuseppe Carlo Delai (* um 1670 in Scaria; † nach 1737 in Brixen?), Sohn von Andrea Delai, Baumeister und Stadtbaumeister von Bozen
- Pietro Delai (* um 1635 in Scaria; † 16. April 1695 in Bozen), Baumeister, Sohn von Giacomo Delai il Giovane, Bruder von Andrea Delai
- Simone Delai (* um 1640 in Scaria; † nach 1695 in Brixen?), Stuckateur, Maurer